# Flytring

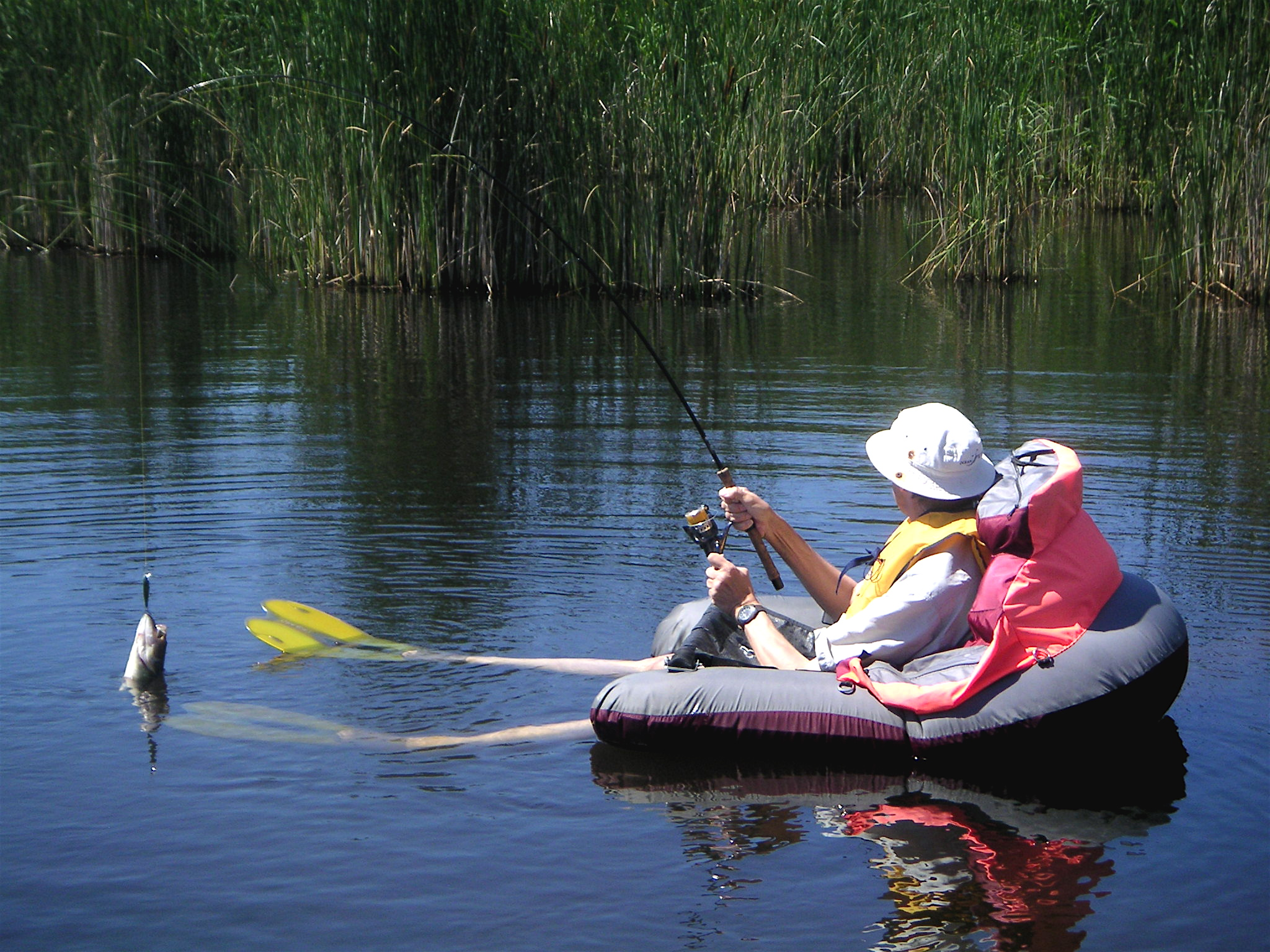
Flytring

Flytring är en uppblåsbar flytanordning avsedd för fiske och som endast manövreras med flytringsfenor eller simfenor fastsatta på fiskarens vadarskor eller fötter. Ursprungligen var den ringformad, därav det svenska namnet, då den på 1930-talet var en tygklädd innerslang till traktorbakhjul, som man iförd vadarbyxor och eventuellt simfenor att paddla med satte sig i . Numer har den oftast formen av ett U eller ett V för att fiskaren smidigare ska komma i och ur den och för att ge farkosten bättre sjöegenskaper. I USA, flytringens "hemland" och i England är farkostens benämning "Float tube".

### Webbkällor
- The British Float Tube Association (engelska)